# 44 Dywizja Strzelców
44 Dywizja Strzelców – związek taktyczny piechoty Armii Czerwonej okresu wojny domowej w Rosji i wojny polsko-bolszewickiej.

## Formowanie i walki
Sformowana latem 1919 z oddziałów 3 Pogranicznej Dywizji i ochotników. Weszła w skład została 12 Armii. Walczyła przeciw oddziałom Denikina na Ukrainie, a następnie z oddziałami Ukraińskiej Republiki Ludowej. W lutym 1920 nad Wołkiem weszła w kontakt taktyczny z polską 5 Dywizja Piechoty. W walce z jednostkami polskimi poniosła wysokie straty i została wycofana na tyły.
Podczas polskiej ofensywy na Kijów pobita pod Berdyczowem, a 28 kwietnia poddała się pod Holendrami. 
Odtworzona w maju  1920, wzięła udział w ofensywie Armii Czerwonej, docierając pod Tyszowce.
Podczas odwrotu broniła linii Ptyczy i Słuczy. Po podpisaniu rozejmu z Polską wzięła udział w walkach z oddziałami Ukraińskiej Republiki Ludowej.
Jednostki tyłowe 44 DS wraz z 58 DS odpierały atak polskiej Dywizji Kawalerii gen. Józefa Romera pod Koziatynem. Niedobitki 44 DS uchodziły pospiesznie w kierunku Czerkas nad Dnieprem.
Uporczywe walki Wojska Polskiego z 44 DS o Emilczyn zakończyły się ustąpieniem wojsk polskich (2 Armii).
3 października 1920 dywizja została rozbita po brawurowym ataku kawalerii polskiej na południe od Prypeci.

## Struktura organizacyjna
Skład na dzień 12 lipca 1920:
- dowództwo dywizji
- 130 Bohuńska Brygada Strzelców
  - 388 pułk strzelców
  - 389 pułk strzelców
  - 390 pułk strzelców
- 131 Taraszczańska Brygada Strzelców
  - 391 pułk strzelców
  - 392 pułk strzelców
  - 393 pułk strzelców
- 132 Płastuńska Brygada Strzelców
  - 394 pułk strzelców
  - 395 pułk strzelców
  - 396 pułk strzelców
- 44 pułk kawalerii

## Dowódcy dywizji
- Iwan Dubowoj (X 1919 − II 1922)[1]